# Musquarro
Musquarro (Romaine), ime za bandu, selo i misiju Montagnais Indijanaca sa sjeverne obale zaljeva St. Lawrencea, nasuprot otoka Anticosti, u kanadskoj provinciji Quebec. Swanton u članku o Montagnaisima naziva ih Musquaro ili Romaine, i locira na rijeci Olomanoshibo.
Danas su poznati pod imenom Romaine a za njih je 1950.-tih utemeljen rezervat La Romaine (Réserve de la Romaine). Govore jezikom istočni montagnais.
Ostali nazivi: Mashquaro, Maskouaro, Masquarro, Musquahanos.

## Vanjske poveznice
- Montagnais (Innu) Indians  Arhivirana inačica izvorne stranice od 10. listopada 2008. (Wayback Machine)
- Réserve de la Romaine  Arhivirana inačica izvorne stranice od 4. srpnja 2008. (Wayback Machine)